# إيرو تابيو
إيرو تابيو (بالفنلندية: Eero Tapio) هو مصارع رياضي فنلندي، ولد في 3 مارس 1941 في موهوس ‏ في فنلندا.

## وصلات خارجية
- إيرو تابيو على موقع قاعدة بيانات المصارعة الدولية (الإنجليزية)
- إيرو تابيو على موقع أوليمبيديا (الإنجليزية)